# Søren Andersen (håndboldspiller)
 Der er flere personer med dette navn, se Søren Andersen.
Søren Birkegaard Andersen (født 23. marts 1948 i Allerslev, Vordingborg) er en tidligere dansk håndboldspiller som deltog i Sommer-OL 1976. Han var kendt som en god forsvarsspiller, der havde et godt skud fra højre fløj.
Han spillede for håndboldklubben Fredericia KFUM, hvor han kom til i 1970, da han ønskede at spille på højere niveau. Samtidig arbejdede han som kontorassistent i Fredericia Kommune. Med klubben vandt han 5 danske mesterskaber i træk i løbet af 1970'erne og pokalturneringen hvert år fra 1971 til 1977, med undtagelse af 1975. I 1976 nåede han finalen af Europa-cuppen, men tabte finalen til Borac Banja Luca. Han debuterede på det danske landshold d. 21 juli 1968 mod Ungarn.
I 1976 spillede han på Danmarks håndboldlandshold som endte på en ottendeplads under Sommer-OL. Han spillede i fire kampe og scorede elleve mål.
Andersen har tidligere været kommunaldirektør i Middelfart Kommune fra 2000.